# Црква Свете Тројице у Селишту
Црква Свете Тројице у Селишту, насељеном месту на територији општине Куршумлија, припада Епархији нишкој Српске православне цркве. Црква је подигнута у периоду 1940—1941. године и посвећена је Светој Тројици.
Храм је подигнут на благом узвишењу, крај селишког потока. Но, иако није рушена за време Другог светског рата, њу је нагризао зуб времена, па је морала да се реновира 1982/83. године. Црква је озидана циглом, са кровом на две воде као једнобродна грађевина. Наос цркве је осветљен са четири прозора, док је олтар осветљен са три прозора. Полукружна апсида је покривена лимом. Црква нема свод, а нема ни звонару.